# Чайковський Максим Юрійович

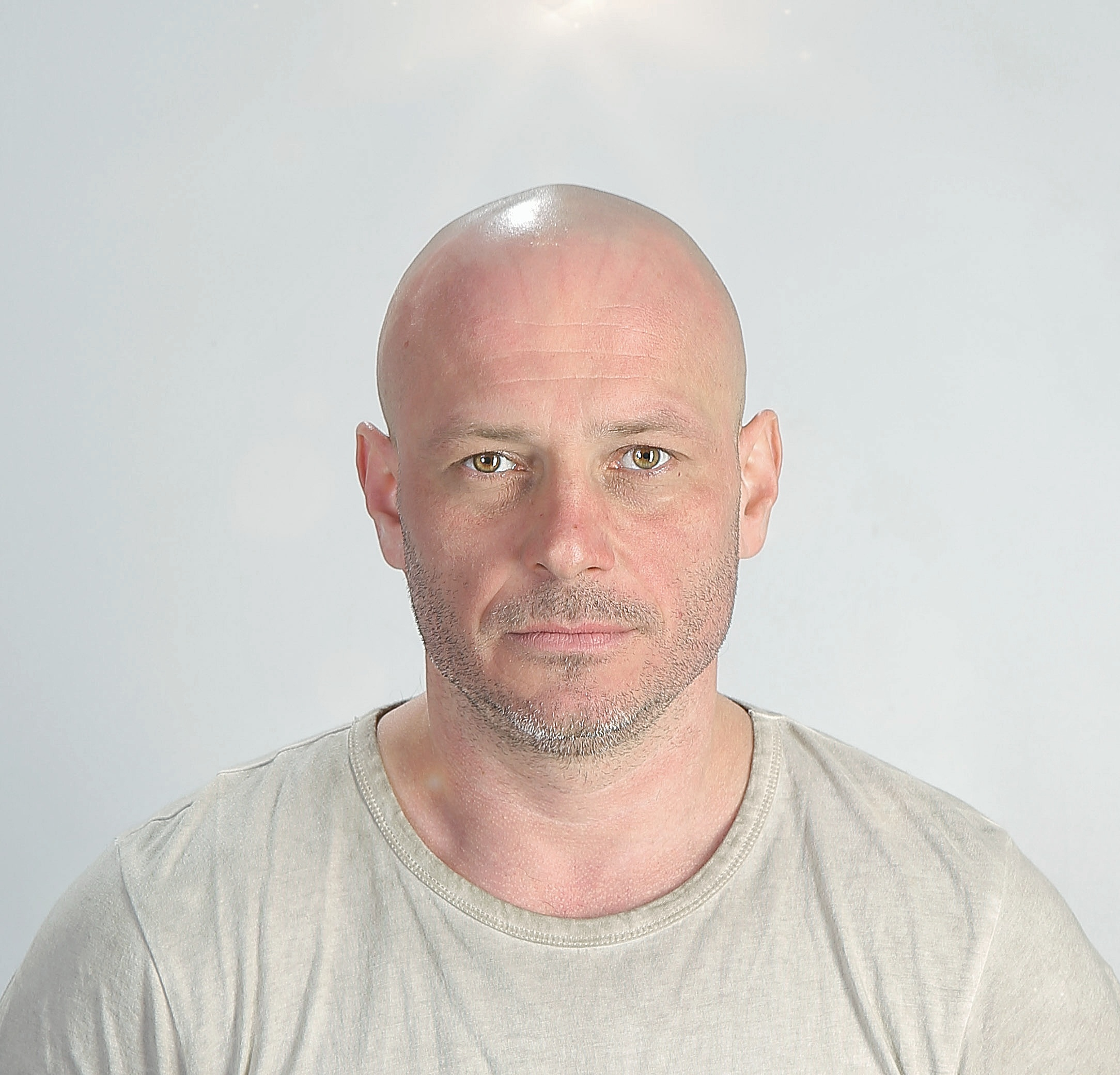
Чайковський Максим Юрійович

 Чайковський Максим Юрійович (26 серпня 1976 р., м. Умань Черкаська обл.) – тренер з кікбоксингу,  Заслужений працівник фізичної культури і спорту України, Майстер спорту України з кікбоксингу ВТКА; Заслужений тренер України.

## Біографія
Чайковський Максим Юрійович народився 26 серпня 1976 р. у м. Умань Черкаської обл. 
Отримав три вищих освіти. Свою першу вищу освіту здобув у Національному університеті фізичного виховання і спорту України за  спеціальністю «Олімпійський та професійний спорт» (1999 р.), другу - в Хмельницькому національному університеті (2016 р.) за спеціальністю «Комп'ютерні  системи та мережі» та здобув кваліфікацію «Спеціаліст з комп'ютерних систем та мереж», а у 2021 р. закінчив третю - в Національному університеті фізичного виховання і спорту України за спеціальністю «Фізична культура і спорт» та отримав кваліфікацію «Магістр фізичної культури і спорту за спеціалізацією «Менеджмент у спорті». На даний момент не зупиняється на досягнутому та навчається в аспірантурі Хмельницького національного університету за спеціальністю «Комп'ютерна інженерія» та здобуває кваліфікацію «Доктор філософії».

### Спортивна діяльність
Свою трудову діяльність розпочав у 2000 р. в Хмельницькій обласній Федерації Традиційних видів східних єдиноборств на посаді інструктора зі спорту, де пропрацював до 2004 року. З 2004 по 2006 рік працював на посаді старшого інструктора в Хмельницькій обласній організації «Діти – майбутнє Поділля». З 2007 р. по даний час очолює Хмельницький обласний осередок громадської організації «Українська спілка кікбоксингу». В Хмельницькому обласному центрі фізичного виховання учнівської молоді працює з листопада 2009 р. на посаді тренера-викладача відділення кікбоксингу, а з березня 2022 р. займає ще й посаду заступника директора центру.

### Вихованці
Серед його спортсменів, що вже багато років входять до складу національної збірної команди України з кікбоксингу, є багаторазові чемпіони світу. Серед них: Кузь Тарас  - Майстер спорту України з кікбоксингу; Мінеско Дмитро - Заслужений майстер спорту України з кікбоксингу; Ястребов Олександр - Заслужений  майстер спорту України з кікбоксингу. 
За 12 років на тренерській посаді Чайковським М.Ю. підготовлено: 
- Майстрів спорту – 24 чол;
- Майстрів спорту міжнародного класу (МСМК) – 3 чол;
- Заслужених майстрів спорту України (ЗМСУ) – 2 чол.

## Досягнення
- Майстер спорту України з кікбоксингу ВТКА;
- Cуддя національної категорії з кікбоксингу ВТКА;
- Заслужений тренер України (2018 р.);
- Заслужений працівник фізичної культури і спорту України (2020 р.).

## Нагороди
- Почесною грамотою Міністерства молоді та спорту України (2019 р.);
- Грамота Верховної Ради України (2019 р.).